# جيمس مارشال (مخرج)
جيمس مارشال هو مخرج كندي، ولد في 1962 في نيو ويستمينيستر في كندا.

## وصلات خارجية
- جيمس مارشال على موقع IMDb (الإنجليزية)
- جيمس مارشال على موقع قاعدة بيانات الفيلم (الإنجليزية)